# 新・世界樹の迷宮2 ファフニールの騎士
『新・世界樹の迷宮2 ファフニールの騎士』（しん・せかいじゅのめいきゅうツー ファフニールのきし）は、2014年11月27日にアトラスより発売されたニンテンドー3DS用ゲームソフト。

## 概要
アトラスのダンジョン探索型RPG『世界樹の迷宮シリーズ』のひとつで、2013年に発売された『新・世界樹の迷宮 ミレニアムの少女』から続く新シリーズ2作目となる。舞台は第二作『世界樹の迷宮II 諸王の聖杯』と同じくハイ・ラガード公国。前作同様ストーリーモードとクラシックモードが搭載されている。

## ストーリー
ここでは新たに追加されたストーリーモードの内容について記載する。クラシックモードは世界樹の迷宮II 諸王の聖杯#ストーリーを参照。
ミズガルズ図書館に所属する主人公と幼馴染のフラヴィオは、カレドニアに伝わる儀式の護衛としてハイ・ラガード公国に向かう。世界樹の迷宮で合流した護衛対象のアリアンナと共に、ギンヌンガと呼ばれる遺跡に向かい、遺跡内部で出会った二人組の冒険者・ベルトランとクロエと共に魔物の襲撃を切り抜けるが、主人公に生じた異変により右腕が魔物のような形状に変質してしまう。遺跡の機能の停止によって閉ざされた道を切り開き、儀式を完遂、そして主人公の身に起きた異変を解決するため5人は遺跡の探索と並行し、世界樹の迷宮を冒険することとなる。

## システム

### グリモア
スキルを記録し、装備すると他の職業や魔物のスキルを使用できるようになる石。スキルが複数記録されたグリモアを1つだけ装備する『新・世界樹』とは異なり、1つのスキルが記録されたグリモアを複数装備する形式となっており、スキルの組み換えがしやすい。グリモアは宝箱やすれ違い通信でギルドカードから入手したり、戦闘中にグリモアチャンスと表示されたキャラクターが行動を行った際にランダムで生成される。ギルドハウスで他の冒険者とグリモアを交換することも可能。

### 職業
クラシックモードでは『世界樹の迷宮II 諸王の聖杯#職業』で選べた全ての職業、『世界樹の迷宮III 星海の来訪者』のプリンセスが最初から選択可能となっている。DLCで購入することで前作のハイランダーが選択できるようになる。レベル上限は70だが条件を満たすことで99までレベルアップ可能となる。
ギルドで休養、引退、転職が可能。休養はキャラクターのレベルを2低下させスキルポイントを振り直すことができる。引退はそのキャラクターがいなくなる代わりに能力値・スキルポイントにボーナスが付いた新キャラクターを作成できる (ストーリーモードの固有キャラクターは引退できない代わりに同一キャラクターが続投する「修行」になる)。転職はレベルを5低下させる代わりに、能力値は元の職業のままで習得スキルや装備品だけを別の職業のものに変更できる。

### 戦闘
迷宮を探索中にエンカウントし、戦闘に突入する。古典的なコマンド選択式になっており、各キャラクターが習得したスキル等を駆使して戦っていく。行動によって冒険者の各自の「フォースゲージ」が貯まっていき、100%になるとスキルの効果を高める「フォースブースト」を使用できる。「フォースブースト」は使用から3ターン経過するか、ブースト中専用スキルである「フォースブレイク」を使用すると終了する。ターン経過でブーストが終了した場合は再びゲージを溜めることで使用可能になるが、ブレイクを使用した場合はゲージそのものが消滅し、街に帰還するまでブーストが使えなくなる。

### 樹海料理
迷宮内で集めた食材を使用して、公国直営料理店で料理を開発できる。店を発展させることで収入を得たり、時には店を訪れた冒険者からグリモアを得られる。またプレイヤーキャラが料理を食べることで、状態異常耐性アップなど様々な効果を得られる。効果は時間経過で消えることはなく、他の料理で上書きされることによって消える。

## 登場人物

### 主要人物
主人公
声 - 緑川光
本作の主人公。ミズガルズ図書館で育てられた孤児の青年。
カレドニア公国からの依頼でアリアンナ護衛の任を与えられ、「ファフニールの騎士」として共に儀式に赴くが、そこで黒の護り手の声に導かれたことで異形の姿に変貌する力を得る。
フラヴィオ
声 - 浪川大輔
ミズガルズ図書館で育てられた孤児の青年。主人公の幼馴染。陽気で落ち着きがないムードメーカー。
弓の腕前や調査能力を認められ、主人公と共に任務に当たる。
アリアンナ・カレドニア
声 - 種田梨沙
カレドニア公国の第一公女。公国の儀式のため「印の公女」としてハイ・ラガード公国に訪れた。
礼儀正しく芯が強いが、王宮外での常識に疎く突拍子もない行動を度々起こす。
幼少時に主人公と面識があるらしく、仲良くしていたという。
ベルトラン
声 - 藤原啓治
ギンヌンガで主人公達と出会ったパラディンの男性。適当で無気力な性格。
実は先代の「ファフニールの騎士」であり、彼を置いて行方知れずになった先代「印の公女」を捜すため、次の儀式の時期を見計らってギンヌンガに再訪した。100年前の人間であるが、ファフニールの力を持っているためか不老。
クロエ
声 - 井口裕香
ベルトランと行動を共にするドクトルマグスの少女。無口・無表情で興味のないことにはとことん無関心であり、最初は主人公達の名前も覚えようとしなかったが、徐々に打ち解けていく。
ベルトランの子孫にあたる。

### 主要人物の関係者
世界樹の迷宮II 諸王の聖杯#登場人物も参照。
原作で名前がなかった町人などには名前が設定された。また宿で戦闘不能も回復できるようになったことで、公国薬泉院はなくなった。
ハンナ
声 - 亀井芳子
冒険者の拠点となる宿屋「フロースの宿」の女将。
クオナ
声 - 斉藤桃子
ハンナの一人娘。ストーリーをある程度進めると、宿に入った時に表示されるキャラをハンナから彼女へ変更できる。
エクレア
声 - 山岡ゆり
シトト交易所の看板娘。
アントニオ
声 - 楠大典
鋼の棘魚亭の主人。
レジィナ
声 - 小林ゆう
ダンフォードの孫娘。祖父から公国直営料理店を任されることになり、協力者である冒険者のギルドハウスの役割も担う。
マリオン
声 - 小島幸子
冒険者ギルドの女性ギルド長。

### その他の人物
ダンフォード
声 - 秋元羊介
ハイ・ラガード公国の按察大臣。
公女
声 - 五十嵐裕美
ハイ・ラガード公国の公女。カレドニア公女であるアリアンナとは面識がある。
フロースガル
声 - 新垣樽助
実力派ギルド「ベオウルフ」のリーダー。ストーリーモードでは原作と異なり、キマイラとの戦いで主人公と共闘し、生存する。
クロガネ
「ベオウルフ」の一員のペット。
アーテリンデ
声 - 小島幸子
実力派ギルド「エスバット」のリーダー。
ライシュッツ
声 - 納谷六朗
「エスバット」の一員のガンナー。
カナーン
声 - 松本忍
迷宮内に住む、翼を持った人間のような種族「翼人」のリーダー。
名前や台詞が発音・理解しやすいように原作から変更されており、名前は「クァナーン」から「カナーン」、台詞の「ヌゥフ」などの独特な単語は「神」など一般的な言葉に置き換えられている。
上帝
翼人から神と崇められる存在。ストーリーモードでは役割が追加されており、前作の執政院長と同じく、汚染された大地の浄化システムである世界樹を作り出した科学者の一人となっている。いずれ汚染が集まり災厄が生まれることを予見しており、それに対抗するために生物兵器の研究をしている。主人公が彼を下すとファフニールの力を認め、研究成果を託す。
黒の護り手
声 - 井上喜久子
ギンヌンガで主人公を導いた謎の人物。かつて上帝と袂を分かった科学者が災厄を抑えるために独自に生み出したシステムと呼べる。
科学者の血脈である「印の公女」が見出した「ファフニールの騎士」に人外の力を与え、その力が尽きるまで災厄を封印させる。その身には歴代の騎士たちの意思が宿っている。
ヴィオレッタ
先代の黒の護り手である印の公女。儀式の真実を知った彼女は騎士であるベルトランを犠牲にするのを良しとせず自身を守護者としたが、ファフニールの力を持たない身であったため封印は弱く、ギンヌンガは魔物に侵入され荒れ果ててしまった。

### ボス
キマイラ
炎の魔人
アーテリンデ
ライシュッツ
スキュレー
ハルピュイア
ジャガーノート
オーバーロード
バジリスク
アラクネー
デミファフニール
フォレスト・セル
ゴーレム
ワイバーン
サラマンドラ
ヘカトンケイル
偉大なる赤竜
氷嵐の支配者
雷鳴と共に現る者
始原の幼子

#### DLC専用
ジェントルトード
マスターバード
氷の大王
雷の女王
ティンダロス
スノードリフト
ケルヌンノス
クイーンアント
コロトラングル
イワオロペネレプ
マンティコア
アルルーナ
始原の魔神

## 早期購入者特典
『新・世界樹の迷宮2 サウンドトラック』が特典として付属した。また幾つかの販売店では店舗ごとに異なるオリジナル特典が付属した。

## DLC
クエストやプレイヤーキャラクターの立ち絵などのダウンロードコンテンツが配信されている。
世界樹の冒険者
シリーズの過去作や関連グッズで使用された職業の立ち絵を選択できるようになる。
ハイランダー参戦！
前作で登場した職業、ハイランダーが追加され、武器である槍も解禁される。
冒険者に捧ぐ、黄金の新芽
世界樹の芽と確実に戦闘できるクエスト。
名湯、六花氷樹海！
第三階層で温泉を発掘するクエスト。クリア後、アリアンナとクロエの立ち絵を変更できるようになる。
戦いに生きる空の王者
マスターバードと戦闘できるクエスト。
桜ノ立橋に降る雪の怪異
氷の大王と戦闘できるクエスト。
冒険者に捧ぐ、幸運の双葉
世界樹の双葉と確実に戦闘できるクエスト。
雷放つは女帝の弓
雷の女王と戦闘できるクエスト。
強襲！異界の猟犬
ティンダロスの猟犬を封印するクエスト。
冒険者に捧ぐ、恵の四つ葉
世界樹の四つ葉と確実に戦闘できるクエスト。
箱に封ぜしは全ての贈りもの
前作に登場した七王と称されるボスモンスター達と戦闘できるクエスト。
最凶なる迷宮と始原の魔神
迷宮の31階を冒険し、始原の魔神と戦闘できるクエスト。